# La strada nel bosco
La strada nel bosco è un film del 2002 diretto da Tonino De Bernardi.